# Virginia Centurione Bracelli

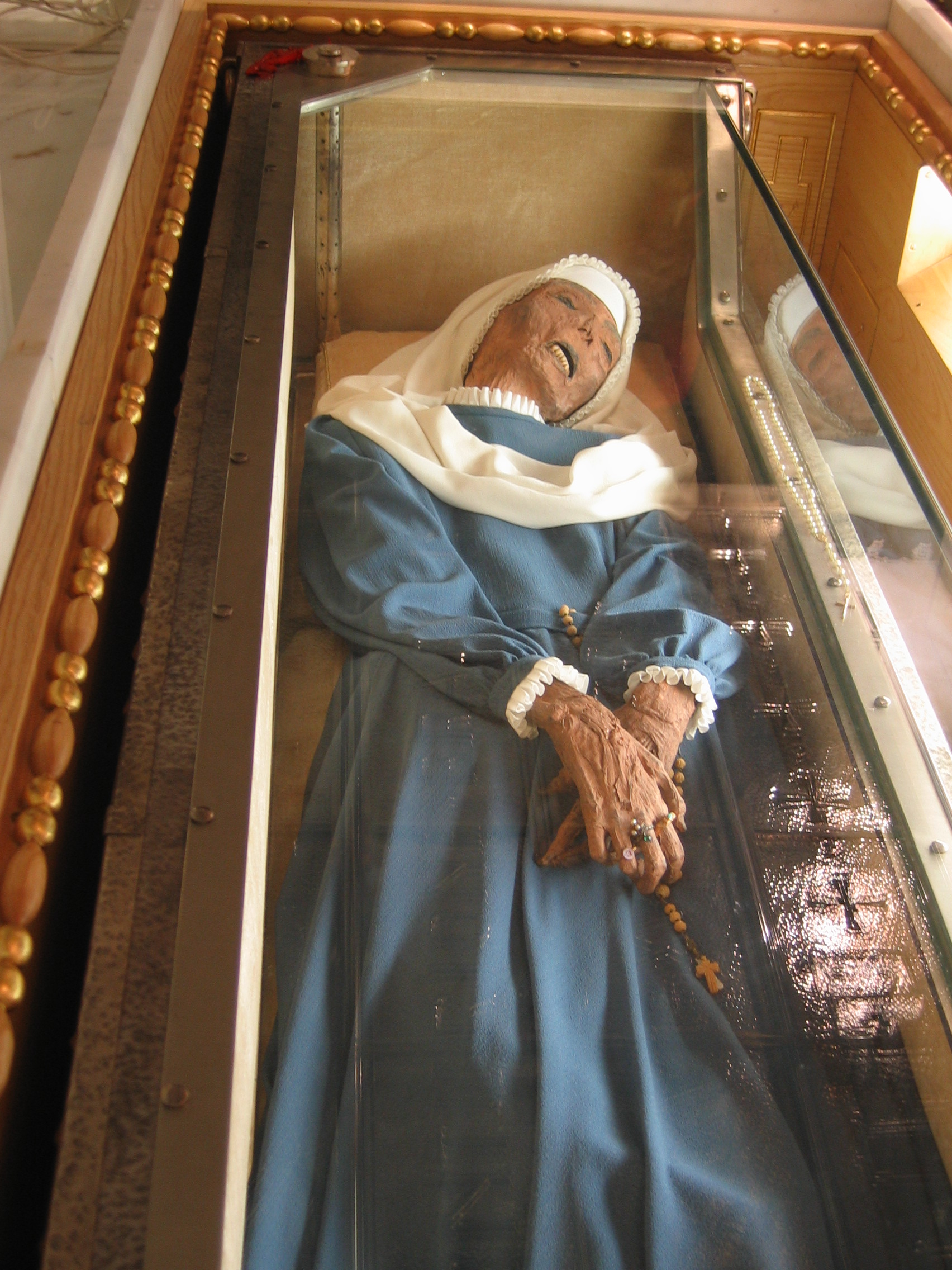
Virginia Centurione Bracelli

Virginia Centurione Bracelli (Genua, 2 april 1587 - aldaar, 15 december 1651) was een Italiaans weldoenster. Virginia was de dochter van de doge van de republiek Genua, Giorgio Centurione. 

## Levensloop
Toen ze 15 jaar was, huwde ze tegen haar wil met Gaspare Grimaldi Bracelli en kreeg twee dochters. Toen ze 20 jaar was, stierf haar man en bracht ze de kinderen van haar schoonouders groot, totdat vanaf 1600 haar roeping steeds sterker werd om haar leven in dienst te stellen van de naastenliefde en van de armen. Tijdens de oorlog tussen Ligurië en Savoye van 1624 tot 1625, nam ze vervolgde mensen in haar woning op. Na de dood van haar schoonmoeder in 1625 stichtte zij de congregatie van de "Honderd dames van de barmhartigheid, beschermsters der armen van Jezus Christus", en nog in 1625 stichtte ze onder haar bescherming de "Mantel van Maria" op, een verzorgingstehuis voor pest- en hongerlijders. Een door haar gestichte zusterschap verzorgde meer dan 300 hulpbehoevenden. Later trok Virginia zich terug uit de leiding van het armenhuis en het zusterschap, en wijdde ze zich volledig aan de armen op straat.

## Zalig- en heiligverklaring
Ze werd in 1985 zalig verklaard door paus Johannes Paulus II. De heiligverklaring volgde in 2003 door dezelfde paus. 
Haar feestdag is op 15 december.